# 1935年の日本公開映画
- 映画 > 映画の一覧 > 年度別日本公開映画 > 1935年の日本公開映画
- 映画 > 1935年の映画 > 1935年の日本公開映画

1935年の日本公開映画（1935ねんのにほんこうかいえいが）では、1935年（昭和10年）1月1日から同年12月31日までに日本で商業公開された映画の一覧を記載。作品名の右の丸括弧内は製作国を示す。
記載の凡例については年度別日本公開映画#凡例を参照

## 作品一覧

### 1月
- F・P1号応答なし（ ドイツ国）
- 女の心（ ドイツ国）
- 久遠の誓ひ（ アメリカ合衆国）
- 朱金昭（ イギリス）
- 女優ナナ（ アメリカ合衆国）
- 罪ぢゃないわよ（ アメリカ合衆国）
- 泥酔夢（デイム）（ アメリカ合衆国）
- 殿方は嘘つき（ イタリア）
- 三日姫君（ アメリカ合衆国）
- 羅馬太平記（ アメリカ合衆国）
- 5日
  - 唐人お吉 （ 日本）
- 20日
  - 折鶴お千 （ 日本）
- 27日
  - 霧隠忍術旅 （ 日本）
- 30日
  - 裏街の大統領 （ 日本）

### 2月
- 奇傑パンチョ（ アメリカ合衆国）
- キャラヴァン（ アメリカ合衆国）
- 恋の一夜（ アメリカ合衆国）
- 世界は動く（ アメリカ合衆国）
- 痴人の愛（ アメリカ合衆国）
- 猫と提琴（ アメリカ合衆国）
- 白衣の騎士（ アメリカ合衆国）
- 蛍の光（ アメリカ合衆国）
- モンブランの王者（ ドイツ国）
- 私と女王様（ ドイツ国）
- 1日
  - 貞操問答 高原の巻 （ 日本）
- 14日
  - 貞操問答 都会の巻 （ 日本）
  - 旋風の荒鷲 （ 日本）
- 28日
  - 国定忠次（ 日本） - キネマ旬報ベストテン5位
  - 忠次売出す（ 日本） - キネマ旬報ベストテン4位
  - 東海の顔役（ 日本）
  - 最後の億万長者（ フランス）[1] - キネマ旬報ベストテン外国映画1位
  - 怪人マブゼ博士（ ドイツ国）[2]

### 3月
- 愛の岐路（ アメリカ合衆国）
- お姫様大行進（ アメリカ合衆国）
- カイロの結婚（ ドイツ国）
- 可愛いマーカちゃん（ アメリカ合衆国）
- 殺人魔X（ アメリカ合衆国）
- ベンガルの槍騎兵（ アメリカ合衆国）
- 未完成交響楽（ オーストリア/ ドイツ国） - キネマ旬報ベストテン外国映画4位
- 麦秋（ アメリカ合衆国）
- ロスチャイルド（ アメリカ合衆国） - キネマ旬報ベストテン外国映画3位
- 7日
  - 快腕火花を散らして （ 日本）
  - 福寿草 （ 日本）
- 28日
  - アラン（ イギリス） - キネマ旬報ベストテン外国映画9位
  - 暗黒街の人気男 （ 日本）

### 4月
- 巌窟王（ アメリカ合衆国）
- 黒鯨亭（ ドイツ国）
- コンチネンタル（ アメリカ合衆国）
- 情熱なき犯罪（ アメリカ合衆国） - キネマ旬報ベストテン外国映画10位
- 小牧師（ アメリカ合衆国）
- 世界の終り（ フランス）
- 颱風（ アメリカ合衆国）
- 宝島（ アメリカ合衆国）
- 紐育の口笛（ アメリカ合衆国）
- 砲煙と薔薇（ アメリカ合衆国）
- 模倣の人生（ アメリカ合衆国）
- わたしは別よ（ アメリカ合衆国）
- 3日
  - 二人静 （ 日本）
  - 釣鐘草 （ 日本）
- 25日
  - 闇に叫ぶ狼 （ 日本）

### 5月
- 愛の隠れ家（ アメリカ合衆国）
- 家なき児（ フランス）
- 海を嫌ふ船長（ アメリカ合衆国）
- 永遠の緑（ イギリス）
- 男の世界（ アメリカ合衆国）
- お人好しの仙女（ アメリカ合衆国）
- 外人部隊（ フランス） - キネマ旬報ベストテン外国映画2位
- 輝ける百合（ アメリカ合衆国）
- 彼女の家出（ アメリカ合衆国）
- 恋のページェント（ アメリカ合衆国）
- 其の夜の真心（ アメリカ合衆国）
- 春のパレード（ オーストリア/ ドイツ国/ ハンガリー）
- 街で拾った女（ アメリカ合衆国）
- メリィ・ウィドウ（ アメリカ合衆国） - キネマ旬報ベストテン外国映画7位
- ルムバ（ アメリカ合衆国）
- 2日
  - 春よ心あらば （ 日本）
- 15日
  - うら街の交響楽 （ 日本）
- 30日
  - 戦国奇譚 気まぐれ冠者 （ 日本）

### 6月
- 維納の花嫁（ ドイツ国）
- 輝く瞳（ アメリカ合衆国）
- 椿姫（ フランス）
- 復活（ アメリカ合衆国）
- 盲目の飛行士（ アメリカ合衆国）
- 別れの曲（ ドイツ国） - キネマ旬報ベストテン外国映画8位
- 私のダイナ（ アメリカ合衆国）
- 私は昼あなたは夜（ ドイツ国）
- 1日
  - 放浪記（ 日本）
- 15日
  - 春琴抄 お琴と佐助（ 日本） - キネマ旬報ベストテン3位
  - 丹下左膳余話 百萬両の壺（ 日本）
- 27日
  - 雪之丞変化　第一篇（ 日本） - キネマ旬報ベストテン10位

### 7月
- 泉（ アメリカ合衆国）
- 影なき男（ アメリカ合衆国）
- 曲芸団（ アメリカ合衆国）
- 月光石（ イギリス）
- 白い蘭（ アメリカ合衆国）
- 春の調べ（ チェコスロバキア/ オーストリア）
- フランケンシュタインの花嫁（ アメリカ合衆国）
- 紅雀（ アメリカ合衆国）
- 14日
  - 関の弥太ッペ （ 日本）
  - かごや判官 （ 日本）

### 8月
- 青空を衾に（ オーストリア）
- 俺は善人だ（ アメリカ合衆国）
- 乙女の湖（ フランス）
- 虚栄の市（ アメリカ合衆国）
- 国境の町（ アメリカ合衆国）
- 今宵も楽しく（ アメリカ合衆国）
- シーコウヤ（ アメリカ合衆国）
- 自殺倶楽部（ ドイツ国）
- 空の軍隊（ アメリカ合衆国）
- ハンネレの昇天（ ドイツ国）
- 百万弗小僧（ アメリカ合衆国）
- 不景気さよなら（ フランス）
- ロバータ（ アメリカ合衆国）
- 8日
  - この子捨てざれば（ 日本） - キネマ旬報ベストテン7位
- 15日
  - 妻よ薔薇のやうに （ 日本） - キネマ旬報ベストテン1位
  - ためらふ勿れ若人よ （ 日本）

### 9月
- 噫無情（ アメリカ合衆国）
- 悪夢（ アメリカ合衆国）
- Gメン（ アメリカ合衆国）
- 資本家ゴルダー（ フランス）
- シュヴァリエの巴里ッ子（ アメリカ合衆国）
- 小聯隊長（ アメリカ合衆国）
- 深夜の星（ アメリカ合衆国）
- 西班牙狂想曲（ アメリカ合衆国）
- たそがれの維納（ オーストリア）
- チャルダス姫（ ドイツ国）
- ペエテルの歓び（ オーストリア/ ハンガリー）
- ホワイト・パレード（ アメリカ合衆国）
- わたし純なのよ（ アメリカ合衆国）
- 26日
  - 魂を投げろ （ 日本）

### 10月
- 彩られし女性（ アメリカ合衆国）
- 歌の翼（ アメリカ合衆国）
- 男の敵（ アメリカ合衆国） - キネマ旬報ベストテン外国映画5位
- 逆間諜（ アメリカ合衆国）
- 結婚十分前（ アメリカ合衆国）
- 結婚の夜（ アメリカ合衆国）
- 心の痛手（ アメリカ合衆国）
- 古城の妖鬼（ アメリカ合衆国）
- 十字軍（ アメリカ合衆国）
- 白い友情（ アメリカ合衆国）
- 野いばら（ アメリカ合衆国）
- 沐浴（ゆあみ）（ フランス）
- わたし貴婦人よ（ アメリカ合衆国）
- ワルツ合戦（ ドイツ国）
- 1日
  - 緑の地平線 前篇（ 日本）
- 8日
  - 父帰る母の心（ 日本）
- 9日
  - 緑の地平線 後篇（ 日本）
- 11日
  - エノケンの近藤勇（ 日本）
- 14日
  - のぞかれた花嫁（ 日本）
- 15日
  - 新納鶴千代（ 日本）
  - 突破無電（ 日本）
- 31日
  - 大鴉（ アメリカ合衆国）

### 11月
- カジノ・ド・巴里（ アメリカ合衆国）
- ゴールド・ディガース36年（ アメリカ合衆国）
- コスモポリス（ ドイツ国）
- ドンファン（ イギリス）
- 逃げちゃ嫌よ（ イギリス）
- 私のテンプル（ アメリカ合衆国）
- 1日
  - 街の入墨者（ 日本） - キネマ旬報ベストテン2位
  - 明治一代女（ 日本）
- 15日
  - 大菩薩峠 第一篇 甲源一刀流の巻（ 日本）
- 21日
  - かぐや姫（ 日本）
  - 東京の宿（ 日本） - キネマ旬報ベストテン9位
- 28日
  - 人生は四十二から（ アメリカ合衆国）

### 12月
- 青い果実（ オーストリア）
- 或る夜の特ダネ（ アメリカ合衆国）
- 生きてゐるモレア（ アメリカ合衆国） - キネマ旬報ベストテン外国映画6位
- 浮かれ姫君（ アメリカ合衆国）
- 孤児ダビド物語（ アメリカ合衆国）
- 社長は奥様がお好き（ アメリカ合衆国）
- タムタム姫（ フランス）
- テンプルちゃんお芽出度う（ アメリカ合衆国）
- 偽むらさき（ ドイツ国）
- はだかの女王（ フランス）
- ハンガリア驃騎兵（ オーストリア/ ハンガリー）
- 廻り来る春（ アメリカ合衆国）
- ポンペイ最後の日（ アメリカ合衆国）
- モンパルナスの夜（ フランス）
- リリオム（ フランス）
- 10日
  - 人生のお荷物（ 日本） - キネマ旬報ベストテン6位
- 12日
  - 暗殺者の家（ イギリス）[3]
- 18日
  - 江戸噺鼠小僧 （ 日本）
- 22日
  - 噂の娘 （ 日本） - キネマ旬報ベストテン8位
- 31日
  - 怪盗白頭巾 （ 日本）

### 公開日不明
- 義人長七郎 （ 日本）